# Gregor Heinze
Gregor Heinze (* 1980 in Ost-Berlin) ist ein deutscher Musiker, Komponist und Produzent. Als  Pianist ist er in Projekten wie Modern Confusion, War Ballet und beeps and bleeps aktiv. Er arbeitet auch als Komponist und Produzent für Künstler wie Philipp Rohmer, Aischa Parker und 10:am .

## Werdegang
Heinze wuchs in einem kreativen Umfeld in Berlin auf, als Sohn der Fotografin Beate Heinze und des Autors Matthias Baxmann. Auch seine Großmutter, Ruth Kommerell, seine Tante, Blanche Kommerell, sowie seine Schwester, Henriette Heinze, prägten sein künstlerisches Umfeld.
Heinze  erhielt von 1986 bis 1997 Klavierunterricht. Anschließend lernte er Tonsatz, Neue Musik, Freie Improvisation, Jazzklavier, traditionelle westafrikanische Musik und Ewe drumming bei Hermann Keller, Volker Kottenhahn, Koo Nimo und an der KNUST.
Er war von 2009 bis 2011 künstlerischer Leiter des Modern Solo Piano Festivals in Berlin und gründete 2012 das Musiklabel New Ways Records. Heinze wurde mehrfach ausgezeichnet, darunter mit Stipendien des Musicboards Berlin, des Musikfonds und des Berliner Senats. Sein jüngstes Projekt, Modern Confusion, wurde 2022 veröffentlicht.